# Металлов, Василий Михайлович
Василий Михайлович Металлов (1862—1926) — музыковед-историк и музыкальный палеограф., протоиерей.
Четырежды награждался премиями митрополита Макария.

## Биография
Родился 1 (13) марта 1862 года в деревне Антиповка Саратовской губернии в семье сельского священника.
Окончил Камышинское духовное училище (1876) и Саратовскую духовную семинарию (1882). Два года учился в Московской духовной академии, оставив её в 1884 году по семейным обстоятельствам. В сан священника рукоположен в 1884 году в Саратовской духовной семинарии, где преподавал церковное пение в 1884—1885 гг.; служил в различных храмах Саратовской губернии. Только через 15 лет, в 1899 году, получив разрешение от Синода, он сдал в Московской духовной академии экзамены по всем предметам академического курса и в 1901 году получил степень кандидата богословия — за три учебных пособия по церковному пению (два из которых были отмечены Макарьевскими премиями).
В 1895 году В. М. Металлов был приглашен директором Московского синодального училища церковного пения С. В. Смоленским для организации преподавания церковного пения. С 1896 года до 1914 года он служил в храме Св. Василия Кессарийского на 1-й Тверской-Ямской улице.
После назначения Степана Смоленского управляющим Придворной певческой капеллой в Санкт-Петербург, в 1901 году он был приглашён преподавать и церковное пение и Закон Божий на кафедре истории и теории церковного пения в Московской консерватории, где состоял до своей смерти. Кроме этого в 1907—1924 годах он преподавал церковно-певческую палеографию в Московском археологическом институте и Государственной академии художественных наук. В 1919—1922 годах он также преподавал теорию и историю церковного пения в Московской духовной академии, из-за чего подвергался преследованиям.
В 1914 году защитил диссертацию «Богослужебное пение русской церкви в период домонгольский по историческим, археологическим и палеографическим данным» (В 2-х ч., с прил. 12 табл. (Facsimile) снимков с рукописей X—XI—XII вв. — М. : печатня А. И. Снегиревой, 1912. — 349 с.) и получил степень магистра богословия. «За труды по обстоятельствам военного времени» 26 января 1917 года он был награждён орденом Св. Владимира 3-йстепени.
В 1915 году Василий Металлов был назначен настоятелем Казанского собора на Красной площади.
Жил В. М. Металлов в Москве на Брестской улице (д. 60), а также в Большом Чернышевском переулке (д. 16) и на 1-й Тверской-Ямской улице.
Умер в 1926 году в Москве. Похоронен на Ваганьковском кладбище; могила утрачена.

## Награды
Получил четыре Макарьевских премии:
- 1897 — за «Азбуку крюкового пения. Опыт систематического руководства к чтению крюковой семиографии песнопений знаменного распева, периода киноварных помет»;
- 1899 — за «Осмогласие знаменного распева по гласовым попевкам»;
- 1901 — за «Очерк истории православного церковного пения в России»;
- 1908 — за «Богослужебное пение русской церкви. Период домонгольский».

## Публикации
книги
- Церковное пение, как предмет преподавания в народной школе. — Саратов: тип. Губ. земства, 1893. — 61 с.
- Старинный трактат по теории музыки, 1679 года, составленный киевлянином Николаем Дилецким // Русская музыкальная газета. — 1897. — № 12.
- Пение на всенощном бдении древних распевов (киевского и греческого) / Переложил для хора священник В. Металлов. — М., ценз. 1898. — 141 с.
- Азбука крюкового пения. — М.: Синод. тип., 1899. — 130 с.: нот.
- Синодальное училище церковного пения в его прошлом и настоящем: XXV / Сост. прот. В. Металлов. — М.: тип. т/д. Н. Бердоносов, Ф. Пригорин и К°, 1911. — 149 с.
- Русская симиография: Из области церковно-певческой археологии и палеографии: Текст с прил. 119 табл. фото-литогр. снимков с крюковых рукописей X—XVII вв. — М.: Моск. археол. ин-т, 1912. — 118 с., 119 л. табл.
- Зографский трифологий: Со ст. А. И. Соболевского, прот. М. Лисицына, прот. В. Металлова и А. В. Преображенского. — СПб. : тип. М. А. Александрова, 1913. — 33 с. — (Общество любителей древней письменности; 131).
- Очерк истории православного пения в России, 4-е изд. Москва, 1915.

статьи
- О русских церковных напевах: Чтение в собрании О-ва любителей церк. пения… 22 марта 1901 г. // Просветитель. М., 1995. — № 2/3. — С. 227—236.
- Общий взгляд на русскую церковную музыку 19 в. // Просветитель. М., 1995. — № 2/3. — С. 237—243.